# E671
E671 eller Europaväg 671 är en europaväg som går mellan Satu Mare och Timișoara i Rumänien. Längd 300 km.

## Sträckning
Satu Mare - Oradea - Arad - Timișoara

## Standard
Vägen är landsväg hela sträckan. 

## Anslutningar till andra europavägar
| - E81 - E60 - E79 |  | - E68 - E70 |